# Nerve (film 2016)
Nerve è un film del 2016 diretto da Henry Joost e Ariel Schulman con protagonisti Emma Roberts, Dave Franco e Juliette Lewis. Il film è tratto dall'omonimo romanzo scritto da Jeanne Ryan.

## Trama
La maturanda Venus "Vee" Delmonico aspira a lasciare casa propria, presso Staten Island, per recarsi all'università, ma ha paura di dire alla madre dell'ammissione al California Institute of the Arts, dato che la donna è ancora in lutto per la morte del fratello di Vee.
La migliore amica di Vee, Sydney, diventa popolare su Nerve, un gioco di realtà virtuale dove le persone possono partecipare online come giocatori o pagare per guardare come osservatori. I giocatori accettano ordini dagli osservatori e ricevono ricompense in denaro. Sydney e altri suoi amici si beffano dell'indole poco avventurosa di Vee, così Sydney spiffera a J.P. che Vee è interessata a lui. J.P. risponde con un secco rifiuto e Vee si allontana imbarazzata.
Furiosa, Vee si iscrive come giocatrice su Nerve. Il gioco immagazzina i suoi dati personali e spiega le tre regole principali: tutti gli ordini devono essere registrati sul telefono del giocatore, tutti i soldi guadagnati saranno revocati se il giocatore fallirà nell'impresa o se mentirà riguardo ad un determinato ordine e infine il giocatore non può parlare del gioco con le forze dell'ordine. Il gioco si concluderà con una sfida speciale tra i due giocatori più seguiti.
La prima cosa da fare per Vee è baciare uno sconosciuto tra i commensali di un diner, in cui venne portata dall'amico Tommy, per cinque secondi. Vee bacia Ian, che stava leggendo il romanzo Gita al faro di Virginia Woolf. Questi poi le rivela di essere anche lui un giocatore e gli osservatori spingono Ian a portarla in città, poiché credono che insieme formino una bella coppia.
In città, a Vee viene ordinato di provare un vestito estremamente costoso; nello spogliatoio incontra Ian, al quale è stato affidato lo stesso ordine. Tornati nel camerino, Vee e Ian si accorgono che i loro vestiti sono stati rubati: la sfida successiva è dunque quella di lasciare il negozio. I due corrono fuori dalla boutique in intimo e tornano alla moto di Ian dove trovano una borsa con i vestiti che avevano indossato per la sfida precedente e pagati dai loro osservatori. A Vee viene poi ordinato di farsi un tatuaggio scelto da Ian: ovvero un faro. Il successivo ordine prevede che Ian si fidi di Vee: il ragazzo viene invitato a guidare la sua moto in città bendato, servendosi di Vee per capire la direzione corretta. Al termine dell'incarico, la coppia si bacia. Vee e Ian, in breve tempo, diventano i giocatori più popolari di Nerve.
Gelosa del successo dell'amica nel gioco, Sydney accetta l'ordine di attraversare una scala sospesa tra due edifici. Durante lo svolgimento della prova perde il suo cellulare e così comincia ad avere paura, si tira indietro e quindi perde. Poco dopo, Ian porta Vee alla festa di Sydney e Vee trova l'amica a letto con J.P. Dopo un litigio con Sydney, Vee riceve e completa l'ordine di terminare la sfida di Sydney. L'amico di Vee, Tommy, le rivela di aver guardato il profilo di Ian scoprendo che il ragazzo aveva accettato la sfida di far litigare Vee e Sydney. Vee realizza in quel momento la pericolosità del gioco e ne parla alla polizia, anch'essa corrotta. Come punizione tutto il denaro viene prosciugato dal conto che Vee aveva insieme a sua madre. Attaccata da uno dei giocatori più influenti, Ty, viene spinta a ritornare su Nerve.
Dopo essersi svegliata in un luogo abbandonato, Vee trova Ian che le confessa che lui e Ty in passato erano giocatori finché il loro amico non rimase ucciso durante una sfida. Dopodiché provarono ad avvertire le autorità ma le loro famiglie persero il lavoro, i conti bancari e le loro identità vennero confiscate, facendo sì che venissero intrappolati in una terza categoria segreta del gioco: quella dei prigionieri. Ora anche Vee è prigioniera e l'unico modo per recuperare la propria identità è quello di vincere il round finale del gioco. Dopodiché Vee si incontra con Sydney e Tommy spiegando loro la situazione e organizzando un piano con loro per eliminare definitivamente Nerve.
Dopo essere stato appeso ad una gru per cinque secondi con una sola mano, Ian si guadagna il posto in finale per proteggere Vee. Durante la finale, che si svolge in un'arena abbandonata, a Ian e Vee viene data una rivoltella ciascuno: il primo che spara all'altro vince. Vee si rifiuta di sparare a Ian per vincere, anche se lui è d'accordo, e Ty prende il suo posto. Vee attacca gli osservatori, la cui identità è nascosta dietro a delle maschere, dicendo loro di mostrare a Nerve chi siano e pertanto si rivelino. Adirati, gli osservatori votano che Ty uccida Vee e così l'uomo le spara. Tommy e un hacker da lui ingaggiato, al contempo, riescono a modificare il codice del gioco sicché possano visualizzare i nomi di ogni osservatore e inviano loro il seguente messaggio: «Sei complice di omicidio». Dunque, tutti i giocatori si disconnettono dal gioco, facendolo effettivamente terminare.
Vee ne è uscita però illesa: infatti lei e Ty avevano messo in scena il suo omicidio, grazie all'aiuto di Sydney che aveva contattato Ty, per esortare gli osservatori a disattivare Nerve. Il denaro e le identità di ognuno vengono ripristinati. Pochi mesi dopo, Vee frequenta la CalArts, si riconcilia con Sydney e sta con Ian che in realtà scopre chiamarsi Sam.

## Produzione
La lavorazione del film è iniziata a metà aprile 2015 presso la città di New York City, per poi proseguire fino al 5 giugno dello stesso anno. Prima di girare questo film, i due registi avevano affrontato le medesime tematiche Catfish, definendosi attratti da questa tematica perché interessati a mostrare come "internet non sia né uno strumento positivo né uno strumento negativo, tutto dipende da come lo si usa". La produzione del film è costata 19 milioni di dollari.
I primi ad aver preso parte alla pellicola furono i protagonisti Emma Roberts e Dave Franco, nel gennaio 2015. Nel mese di aprile furono invece ingaggiati Kimiko Glenn e il rapper Machine Gun Kelly, nei rispettivi ruoli di Liv e Ty.

## Distribuzione
Il primo trailer ufficiale è stato diffuso l'11 maggio 2016. Il 12 luglio dello stesso anno avvenne una proiezione in anteprima presso la School of Visual Arts di New York, con la presenza di tutti i principali attori facenti parte del cast, e all'annuale San Diego Comic-Con International il 21 luglio.
La Lionsgate, compagnia di intrattenimento che ha prodotto il film, programmò l'uscita nelle sale cinematografiche statunitensi e canadesi per il 27 luglio 2016, pur avendola originariamente fissata per il 16 settembre. In Italia, è stato distribuito dal 15 giugno 2017.

## Accoglienza

### Pubblico
Il film ha incassato 85,3 milioni di dollari al botteghino.

### Critica
Sull'aggregatore Rotten Tomatoes il film riceve il 67% delle recensioni professionali positive con un voto medio di 5,78 su 10 basato su 138 critiche, mentre su Metacritic ottiene un punteggio di 58 su 100 basato su 33 critiche.